# Pieter Jacobszoon
Pieter Johannes „Piet” Jacobszoon (ur. 23 sierpnia 1903 w Amsterdamie, zm. 14 lutego 1972 w Wieringermeer) – holenderski pływak, uczestnik Letnich Igrzysk 1924 w Paryżu.
Podczas igrzysk olimpijskich w 1924 roku wystartował na dystansie 100 metrów stylem dowolnym, lecz odpadł w pierwszej rundzie.